# Cratyna breviflagellata
Cratyna breviflagellata är en tvåvingeart som beskrevs av Werner Mohrig och Boris Mamaev 1985. Cratyna breviflagellata ingår i släktet Cratyna och familjen sorgmyggor.
Artens utbredningsområde är Lettland. Arten är reproducerande i Sverige. Inga underarter finns listade i Catalogue of Life.